# UTC−09:30
UTC-9:30 est un fuseau horaire, en retard de 9 heures et 30 minutes sur UTC.

## Zones concernées

### Toute l'année
UTC-9:30 est utilisé toute l'année dans les pays et territoires suivants :
- France :  Polynésie française :
  - Îles Marquises.

### Heure d'hiver (hémisphère nord)
Aucune zone n'utilise UTC-9:30 pendant l'heure d'hiver (dans l'hémisphère nord) et UTC−08:30 à l'heure d'été. 

### Heure d'hiver (hémisphère sud)
Aucune zone n'utilise UTC-9:30 pendant l'heure d'hiver (dans l'hémisphère sud) et UTC−08:30 à l'heure d'été.

### Heure d'été (hémisphère nord)
Aucune zone n'utilise UTC-9:30 pendant l'heure d'été (dans l'hémisphère nord) et UTC−10:30 à l'heure d'hiver.

### Heure d'été (hémisphère sud)
Aucune zone n'utilise UTC-9:30 pendant l'heure d'été (dans l'hémisphère sud) et UTC−10:30 à l'heure d'hiver.

## Géographie
Les îles Marquises font partie des régions du monde où l'heure légale ne correspond pas à un décalage entier par rapport à UTC : l'archipel est situé théoriquement dans le fuseau horaire UTC-9, mais suffisamment proche de la limite de celui-ci pour qu'UTC-9:30 corresponde à une meilleure approximation de l'heure solaire moyenne locale.
La majeure partie de la Polynésie française utilise UTC-10 (à l'exception des îles Gambier), y compris d'autres îles situées à la même longitude que les îles Marquises; celles-ci forment cependant un groupe suffisamment distinct pour qu'un autre fuseau horaire ait été choisi.